# Ormoy-le-Davien
Pour les articles homonymes, voir Ormoy.
Ormoy-le-Davien est une commune française située dans le département de l'Oise en région Hauts-de-France.

## Géographie
Ormoy le davien est un petit village de l'Oise situé sur l'ancienne région Picardie. Il est implanté au milieu de terres agricoles au sud est de Crépy en Valois. À l'est du village, les terres délimitent la frontière du département voisin (l'Aisne) dont la séparation physique est signalé par la forêt Domaniale de Retz.
|          | Gondreville     |                |
| Levignen | Ormoy-le-Davien | Coyolles Aisne |
|          | Bargny          |                |

### Hydrographie
La commune est située dans le bassin Seine-Normandie. Elle n'est drainée par aucun cours d'eau,.

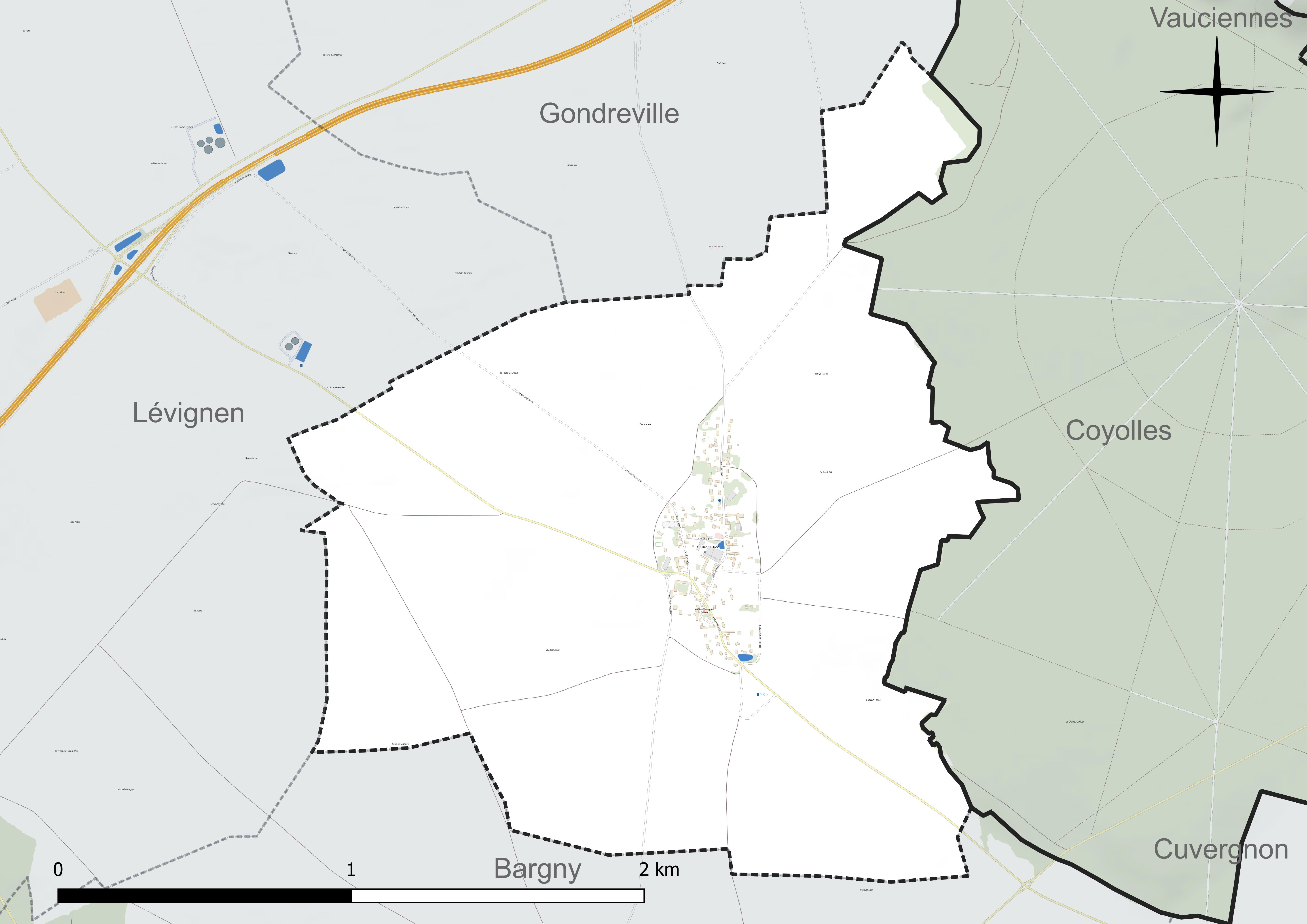
Réseau hydrographique d'Ormoy-le-Davien.

### Climat
Pour des articles plus généraux, voir Climat des Hauts-de-France et Climat de l'Oise.
En 2010, le climat de la commune est de type climat océanique dégradé des plaines du Centre et du Nord, selon une étude du CNRS s'appuyant sur une série de données couvrant la période 1971-2000. En 2020, Météo-France publie une typologie des climats de la France métropolitaine dans laquelle la commune est exposée à un climat océanique altéré et est dans la région climatique  Nord-est du bassin Parisien, caractérisée par un ensoleillement médiocre, une pluviométrie moyenne régulièrement répartie au cours de l'année et un hiver froid (3 °C). 
Pour la période 1971-2000, la température annuelle moyenne est de 10,7 °C, avec une amplitude thermique annuelle de 15,1 °C. Le cumul annuel moyen de précipitations est de 711 mm, avec 11 jours de précipitations en janvier et 8,7 jours en juillet. Pour la période 1991-2020, la température moyenne annuelle observée sur la station météorologique la plus proche, située sur la commune du Plessis-Belleville à 19 km à vol d'oiseau, est de 11,4 °C et le cumul annuel moyen de précipitations est de 661,7 mm,. Pour l'avenir, les paramètres climatiques de la commune estimés pour 2050 selon différents scénarios d'émission de gaz à effet de serre sont consultables sur un site dédié publié par Météo-France en novembre 2022.

## Urbanisme

### Typologie
Au 1er janvier 2024, Ormoy-le-Davien est catégorisée commune rurale à habitat dispersé, selon la nouvelle grille communale de densité à sept niveaux définie par l'Insee en 2022.
Elle est située hors unité urbaine. Par ailleurs la commune fait partie de l'aire d'attraction de Paris, dont elle est une commune de la couronne,. 

### Occupation des sols
L'occupation des sols de la commune, telle qu'elle ressort de la base de données européenne d'occupation biophysique des sols Corine Land Cover (CLC), est marquée par l'importance des territoires agricoles (93,3 % en 2018), une proportion identique à celle de 1990 (93,3 %). La répartition détaillée en 2018 est la suivante : 
terres arables (93,3 %), zones urbanisées (6,5 %), forêts (0,1 %), milieux à végétation arbustive et/ou herbacée (0,1 %). L'évolution de l'occupation des sols de la commune et de ses infrastructures peut être observée sur les différentes représentations cartographiques du territoire : la carte de Cassini (XVIIIe siècle), la carte d'état-major (1820-1866) et les cartes ou photos aériennes de l'IGN pour la période actuelle (1950 à aujourd'hui).

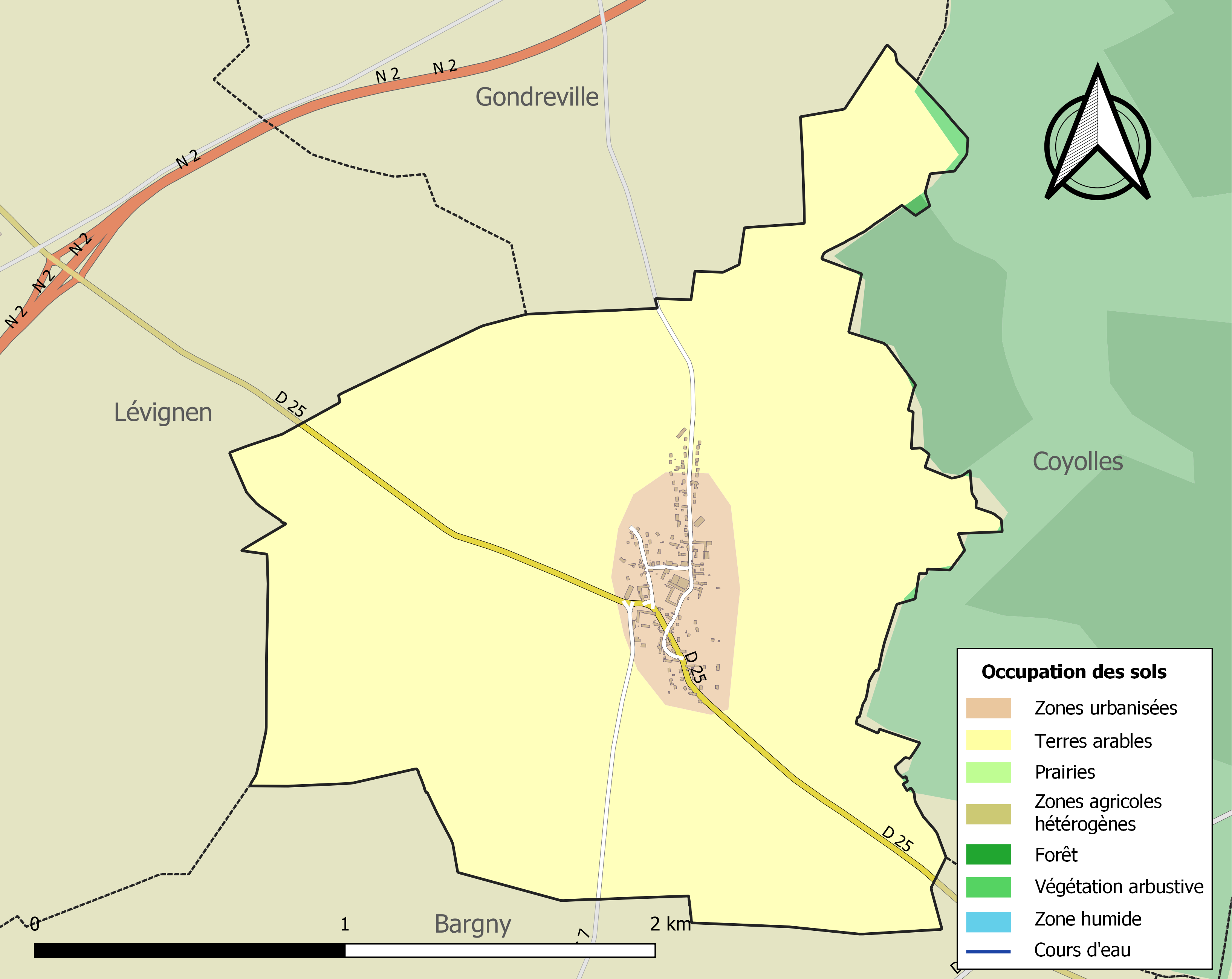
Carte des infrastructures et de l'occupation des sols de la commune en 2018 (CLC).

### Voies de communication et transports
La commune est desservie, en 2023, par la ligne 6431 du réseau interurbain de l'Oise.

## Toponymie
Ormalium-Vallis, Hulmerium (1214), Hulmeium (XIIe siècle), Ulmeium, Ourmoi (1266), Ormoy-le-Davin.
Il s'agit de la formation toponymique médiévale fréquente Ormoy. De l'oïl (ancien français) ormoi (variante de ormei, plus à l'ouest) « lieu planté d'ormes ».

## Histoire
La terre appartint longtemps à la famille de Noue qui la vendit à la fin 17e.

## Lieu historique
Vers 1800 un garde-chasse Lefort est garde de la terre d'Ormoy peut-être nommé par la municipalité ou garde d'un château d'Ormoy

## Politique et administration
| Période                                  | Période   | Identité                  | Étiquette | Qualité                                                    |
| ---------------------------------------- | --------- | ------------------------- | --------- | ---------------------------------------------------------- |
| Les données manquantes sont à compléter. |           |                           |           |                                                            |
| 1792                                     | vers 1807 | François Boudet           |           | Cultivateur                                                |
| vers 1807                                | vers 1820 | Eloi Louis Mouraz         |           |                                                            |
| vers 1820                                | 1862      | François Laurent Boudet   |           | Cultivateur                                                |
| 1862                                     | 1884      | Laurent François Bontemps |           | Cultivateur                                                |
| 1884                                     | 1908      | Eugène Hyacinthe Cartier  |           |                                                            |
| 1908                                     |           | Pierre Ferté              |           |                                                            |
| mars 2001                                | mars 2008 | Hubert Ferté              |           | Éleveur et agriculteur retraitéFonctionnaire à la retraite |
| Mars 2008                                | Mars 2020 | Gorges Loisel             |           | Agriculteur éleveur retraité                               |
| Mars 2020                                | En cours  | Jean-Marie Salsat         |           | Fonctionnaire a la retraite                                |

## Population et société

### Démographie

#### Évolution démographique
L'évolution du nombre d'habitants est connue à travers les recensements de la population effectués dans la commune depuis 1793. Pour les communes de moins de 10 000 habitants, une enquête de recensement portant sur toute la population est réalisée tous les cinq ans, les populations de référence des années intermédiaires étant quant à elles estimées par interpolation ou extrapolation. Pour la commune, le premier recensement exhaustif entrant dans le cadre du nouveau dispositif a été réalisé en 2005.

En 2022, la commune comptait 371 habitants, en évolution de +6,3 % par rapport à 2016 (Oise : +0,87 %, France hors Mayotte : +2,11 %).
| 1793 | 1800 | 1806 | 1821 | 1831 | 1836 | 1841 | 1846 | 1851 |
| ---- | ---- | ---- | ---- | ---- | ---- | ---- | ---- | ---- |
| 204  | 193  | 220  | 194  | 208  | 214  | 207  | 215  | 188  |

| 1856 | 1861 | 1866 | 1872 | 1876 | 1881 | 1886 | 1891 | 1896 |
| ---- | ---- | ---- | ---- | ---- | ---- | ---- | ---- | ---- |
| 164  | 158  | 149  | 169  | 163  | 156  | 167  | 154  | 133  |

| 1901 | 1906 | 1911 | 1921 | 1926 | 1931 | 1936 | 1946 | 1954 |
| ---- | ---- | ---- | ---- | ---- | ---- | ---- | ---- | ---- |
| 117  | 133  | 166  | 172  | 191  | 169  | 154  | 128  | 135  |

| 1962 | 1968 | 1975 | 1982 | 1990 | 1999 | 2005 | 2006 | 2010 |
| ---- | ---- | ---- | ---- | ---- | ---- | ---- | ---- | ---- |
| 115  | 116  | 106  | 119  | 150  | 179  | 242  | 251  | 319  |

| 2015 | 2020 | 2022 | - | - | - | - | - | - |
| ---- | ---- | ---- | - | - | - | - | - | - |
| 355  | 363  | 371  | - | - | - | - | - | - |

#### Pyramide des âges
La population de la commune est relativement jeune.
En 2018, le taux de personnes d'un âge inférieur à 30 ans s'élève à 44,1 %, soit au-dessus de la moyenne départementale (37,3 %). À l'inverse, le taux de personnes d'âge supérieur à 60 ans est de 10,2 % la même année, alors qu'il est de 22,8 % au niveau départemental.
En 2018, la commune comptait 184 hommes pour 165 femmes, soit un taux de 52,72 % d'hommes, largement supérieur au taux départemental (48,89 %).
Les pyramides des âges de la commune et du département s'établissent comme suit.
| Hommes | Classe d’âge | Femmes |
| ------ | ------------ | ------ |
| 0,0    | 90 ou +      | 0,6    |
| 2,1    | 75-89 ans    | 2,3    |
| 7,3    | 60-74 ans    | 8,1    |
| 24,1   | 45-59 ans    | 24,4   |
| 20,4   | 30-44 ans    | 22,7   |
| 22,0   | 15-29 ans    | 14,5   |
| 24,1   | 0-14 ans     | 27,3   |

| Hommes | Classe d’âge | Femmes |
| ------ | ------------ | ------ |
| 0,5    | 90 ou +      | 1,4    |
| 5,5    | 75-89 ans    | 7,6    |
| 15,6   | 60-74 ans    | 16,3   |
| 20,8   | 45-59 ans    | 20     |
| 19,4   | 30-44 ans    | 19,4   |
| 17,6   | 15-29 ans    | 16,2   |
| 20,6   | 0-14 ans     | 19,1   |

## Lieux et monuments
- Église Saint-Denis-l'Aréopagite, 17e, mélangeant le style gothique et le style Renaissance. L'extérieur comporte un portail Renaissance de 1632 (ou 1652). L'intérieur montre une forêt de colonnes, sans les voûtes qui avaient été prévues à l'origine[23].